# Rajd 1000 Miglia 2005
Rajd 1000 Miglia 2005 (29. Rally 1000 Miglia) – 29 edycja rajdu samochodowego Rajd 1000 Miglia rozgrywanego we Włoszech. Rozgrywany był od 7 do 10 kwietnia 2005 roku. Była to pierwsza runda Rajdowych Mistrzostw Europy w roku 2005 oraz druga runda Rajdowych Mistrzostw Włoch. Składał się z 13 odcinków specjalnych, z których jeden - dwunasty - o długości 5,27 km odwołano.

## Klasyfikacja rajdu
| Miejsce                                        | Kierowca                                       | Pilot                                          | Samochód                                       | Czas                                           | Strata                                         |                                                |
| Klasyfikacja generalna, ERC i mistrzostw Włoch | Klasyfikacja generalna, ERC i mistrzostw Włoch | Klasyfikacja generalna, ERC i mistrzostw Włoch | Klasyfikacja generalna, ERC i mistrzostw Włoch | Klasyfikacja generalna, ERC i mistrzostw Włoch | Klasyfikacja generalna, ERC i mistrzostw Włoch | Klasyfikacja generalna, ERC i mistrzostw Włoch |
| ---------------------------------------------- | ---------------------------------------------- | ---------------------------------------------- | ---------------------------------------------- | ---------------------------------------------- | ---------------------------------------------- | ---------------------------------------------- |
| 1.                                             | Renato Travaglia                               | Flavio Zanella                                 | Renault Clio S1600                             | 2:41:01.4                                      | 0.0                                            |                                                |
| 2.                                             | Piero Longhi                                   | Gianfranco Imerito                             | Subaru Impreza STi N11 Spec C                  | 2:41:06.6                                      | +5.2                                           |                                                |
| 3.                                             | Paolo Andreucci                                | Anna Andreussi                                 | Fiat Punto S1600                               | 2:41:47.5                                      | +46.1                                          |                                                |
| 4.                                             | Andrea Navarra                                 | Simona Fedeli                                  | Mitsubishi Lancer Evo VIII                     | 2:42:04.5                                      | +1:03.1                                        |                                                |
| 5.                                             | Stefano Bizzarri                               | Massimiliano Bosi                              | Renault Clio S1600                             | 2:42:38.1                                      | +1:36.7                                        |                                                |
| 6.                                             | Giandomenico Basso                             | Mitia Dotta                                    | Fiat Punto S1600                               | 2:42:56.6                                      | +1:55.2                                        |                                                |
| 7.                                             | Luca Cantamessa                                | Piercarlo Capolongo                            | Subaru Impreza STi                             | 2:43:16.5                                      | +2:15.1                                        |                                                |
| 8.                                             | Andrea Dallavilla                              | Daniele Vernuccio                              | Citroën C2 S1600                               | 2:44:09.5                                      | +3:08.1                                        |                                                |
| 9.                                             | Alessandro Perico                              | Fabrizio Carrara                               | Renault Clio S1600                             | 2:45:01.9                                      | +4:00.5                                        |                                                |
| 10.                                            | Sandro Sottile                                 | Marco Nari                                     | Mitsubishi Lancer Evo VII                      | 2:45:23.9                                      | +4:22.5                                        |                                                |